# 36.ª Calle Suroeste
La 36.ª Calle Suroeste o Trigesimosexta Calle Suroeste es una vía urbana del suroeste de Managua, Nicaragua. Su trazo está dividido en varios segmentos que conectan diversos barrios, desde zonas residenciales como Hialeah y La Esperanza, hasta sectores hospitalarios clave.

## Trazado
El primer tramo de la 36.ª Calle Suroeste inicia en la 3.ª Avenida Suroeste dentro del barrio Hialeah, y se dirige hacia el oeste, atravesando zonas como Los Altos de Nejapa. Un segundo segmento reaparece en la 18.ª Avenida Suroeste, en el barrio La Esperanza, y se extiende hasta su finalización en la 31.ª Avenida Suroeste, justo en el costado oriental del Hospital General Occidental de Managua.

## Barrios que atraviesa
- Hialeah
- Los Altos de Nejapa
- La Esperanza
- Tierra Prometida

## Intersecciones principales
- 11.ª Avenida Suroeste
- 18.ª Avenida Suroeste
- 31.ª Avenida Suroeste

## Coordenadas
12°8′28″N 86°18′02″O / 12.14111, -86.30056